# Senza ragione apparente
Senza ragione apparente è un romanzo della scrittrice e musicista italiana Grazia Verasani pubblicato nel 2015. È il quinto libro dove compare il personaggio di Giorgia Cantini.

## Trama
Giorgia Cantini, investigatrice privata di Bologna, racconta in prima persona le sue vicende private legate alla convivenza con Luca Bruni, capo della squadra mobile, e la sua indagine sul suicidio del diciassettenne Emilio Matera. Incaricata dalla madre di Emilio che non riesce a darsi pace della morte del figlio avvenuta 8 mesi prima Cantini indaga fra le amicizie del ragazzo iniziando da quella a lui più vicina, Valerio Britti, compagno di liceo. Tre giorni dopo Britti precipita dall’ultimo piano del liceo, in un apparente suicidio "senza ragione apparente". Questo spinge Contini a aumentare le indagini sul giro di amicizie dei due ragazzi morti, fino a che una ragazza del gruppo le dice che alla fine di dicembre i maschi erano sconvolti per "un incidente". Contini consultando la cronaca del periodo scopre il caso di "Una donna falciata da un pirata della strada"; viene a sapere che alcuni giorni prima della morte la donna aveva effettuato una interruzione volontaria di gravidanza. Parlando con il compagno della stessa scopre che questi non era a conoscenza della gravidanza e che in quel periodo la donna aveva una relazione con un uomo, Toni Speranza che Contini sa essere il padre di uno dei ragazzi del gruppo Pietro. Affronta quindi Alex uno dei ragazzi su cui indaga accusandolo di aver organizzato l'omicidio della donna istigati da Pietro che voleva difendere la famiglia. Alex confessa che l'intenzione era di organizzare un investimento per provocare la perdita del bimbo ma che poi l'incidente aveva avuto esito funesto e rivela che alla guida era stato costretto proprio Emilio che poi era stato costretto come Valerio con le minacce a tacere gli eventi.
Contini lascia a questo punto il compito di definire le responsabilità individuali a polizia e magistratura e rivela l'esito della propria indagine alla cliente.

## Edizioni
- Grazia Verasani, Senza ragione apparente, Milano, Feltrinelli, "I Narratori, 2015,  p. 195, ISBN 978-88-07-03153-3.